# Bảo hộ công
Bảo Hộ công (tiếng Anh: Lord Protector), cũng gọi Hộ Quốc công, là một chức vụ đã từng được sử dụng ở Anh thời giai đoạn Cộng hòa Anh (1653-1659) theo luật hiến pháp cho người đứng đầu nhà nước. Nó cũng là chức vụ cụ thể cho nguyên thủ nhà nước Anh đối với Giáo hội Anh.
Chức vụ này đôi khi được dùng để chỉ các chức danh tạm thời khác, ví dụ, một nhiếp chính đại diện cho quốc vương vắng mặt. Đây là chức vụ gần giống tổng thống, chủ tịch nước,... ngày nay nhưng có quyền lực tuyệt đối và được nắm giữ cho đến cuối đời.

## Lịch sử

### Chế độ Nhiếp chính
Danh xưng Lord Protector xuất hiện đầu tiên để chỉ các Vương tử, Công tước của vương thất Anh với vai trò nhiếp chính, khi vị Vua quá trẻ để có thể tự cai trị. Chức vị này xuất hiện lần đầu tiên trong lịch sử Anh thời Henry VI, khi vị Quốc vương này lên ngôi vào lúc chưa đầy 2 tuổi. Danh sách Lord Protector gồm:
- John, Công tước Bedford và Humphrey, Công tước Gloucester, từ ngày 5 tháng 12 năm 1422 đến 6 tháng 11 năm 1429 là đồng nhiếp chính cho Henry VI;
- Richard, Công tước York là nhiếp chính cho Henry VI trong 3 thời kỳ; từ ngày 3 tháng 4 năm 1454 đến tháng 2 năm 1455 (lần 1); từ ngày 19 tháng 11 năm 1455 đến ngày 25 tháng 2 năm 1456 (lần 2); và từ ngày 31 tháng 10 đến ngày 30 tháng 12 năm 1460 (lần 3);
- Richard, Công tước Gloucester là nhiếp chính với danh xưng "Lord Protector of the Realm" cho Edward V của Anh từ ngày 10 tháng 5 đến ngày 26 tháng 6 năm 1483, trước khi tự xưng mình là Quốc vương Anh;
- Edward Seymour, Công tước Somerset, nhiếp chính cho Edward VI của Anh từ ngày 4 tháng 2 năm 1547 đến ngày 11 tháng 10 năm 1459;

Tại Vương quốc Scotland, cũng có 2 lần có Lord Protector nhiếp chính, gồm:
- John Stewart, Công tước xứ Albany, nhiếp chính cho Vua James V từ ngày 12 tháng 7 năm 1515 đến ngày 16 tháng 11 năm 1524, danh xưng "Governor and Protector of the Realm";
- James Hamilton, Công tước xứ Châtellerault, nhiếp chính cho Mary, Nữ vương Scotland từ ngày 3 tháng 1 năm 1543 đến ngày 12 tháng 4 năm 1554, danh xưng "Governor and Protector of the Kingdom";

### Khối thịnh vượng chung
Các Bảo hộ công của Cộng hòa Anh, Scotland và Ireland có tước hiệu là ["Lord Protector of the Commonwealth of England, Scotland and Ireland"], đây là chức vụ của các nguyên thủ quốc gia trong Khối thịnh vượng chung, sau giai đoạn đầu tiên khi Hội đồng Nhà nước Anh đã tổ chức quyền hành pháp.
Chức vụ đã được nắm giữ bởi Oliver Cromwell (tháng 12 năm 1653 - tháng 9 năm 1658) và sau đó con trai ông là người kế nhiệm Richard Cromwell (tháng 9 năm 1658 - 5 1659) trong những gì bây giờ được gọi là các nước bảo hộ, ["The Protectorate"].

## Danh sách Bảo hộ công

### Vương quốc Anh
| Chân dung | Tên                                | Ngày sinh - mất                      | Bắt đầu nhiệm kỳ | Kết thúc nhiệm kỳ | Quân chủ  |
| --------- | ---------------------------------- | ------------------------------------ | --- | --- | --------- |
|           | John, Công tước Bedford            | 20 tháng 6, 1389 – 14 tháng 9, 1435  | 5 tháng 12 năm 1422 | 6 tháng 11 năm 1429 | Henry VI  |
|           | Humphrey, Công tước Gloucester     | 3 tháng 10, 1390 – 23 tháng 2, 1447  | 5 tháng 12 năm 1422 | 6 tháng 11 năm 1429 | Henry VI  |
|           | Richard, Công tước York            | 22 tháng 9, 1411 – 30 tháng 12, 1460 | 3 tháng 4 năm 1454 - tháng 2 năm 1455 (lần 1) 19 tháng 11 năm 1455 - 25 tháng 2 năm 1456 (lần 2) 31 tháng 10 năm 1460 - 30 tháng 12 năm 1460 (lần 3) | 3 tháng 4 năm 1454 - tháng 2 năm 1455 (lần 1) 19 tháng 11 năm 1455 - 25 tháng 2 năm 1456 (lần 2) 31 tháng 10 năm 1460 - 30 tháng 12 năm 1460 (lần 3) | Henry VI  |
|           | Richard, Công tước Gloucester      | 2 tháng 10, 1452 – 22 tháng 8, 1485  | 10 tháng 5 năm 1483 | 26 tháng 6 năm 1483 | Edward V  |
|           | Edward Seymour, Công tước Somerset | ? , 1500 – 22 tháng 1, 1552          | 4 tháng 2 năm 1547 | 11 tháng 10 năm 1459 | Edward VI |

### Cộng hòa Anh (1653 - 1659)
| Chân dung | Tên              | Ngày sinh - mất                      | Bắt đầu nhiệm kỳ     | Kết thúc nhiệm kỳ   | Liên kết chính trị |
| --------- | ---------------- | ------------------------------------ | -------------------- | ------------------- | ------------------ |
|           | Oliver Cromwell  | 25 tháng 4, 1599 – 3 tháng 9, 1658   | 16 tháng 12 năm 1653 | 3 tháng 9 năm 1658  | Đứng đầu quân đội  |
|           | Richard Cromwell | 04 tháng 10, 1626 – 12 tháng 7, 1712 | 3 tháng 9 năm 1658   | 25 tháng 5 năm 1659 | Đứng đầu quân đội  |